# HK Trebišov
HK Trebišov – słowacki klub hokejowy z siedzibą w Trebišovie.
Do 2011 występował w rozgrywkach 1. ligi. W czerwcu 2013 władze klubu wycofały drużynę seniorską z rozgrywek ligowych.

## Dotychczasowe nazwy
- HK Trebišov (1992–1995)
- HK VTJ Trebišov (1995–1995)

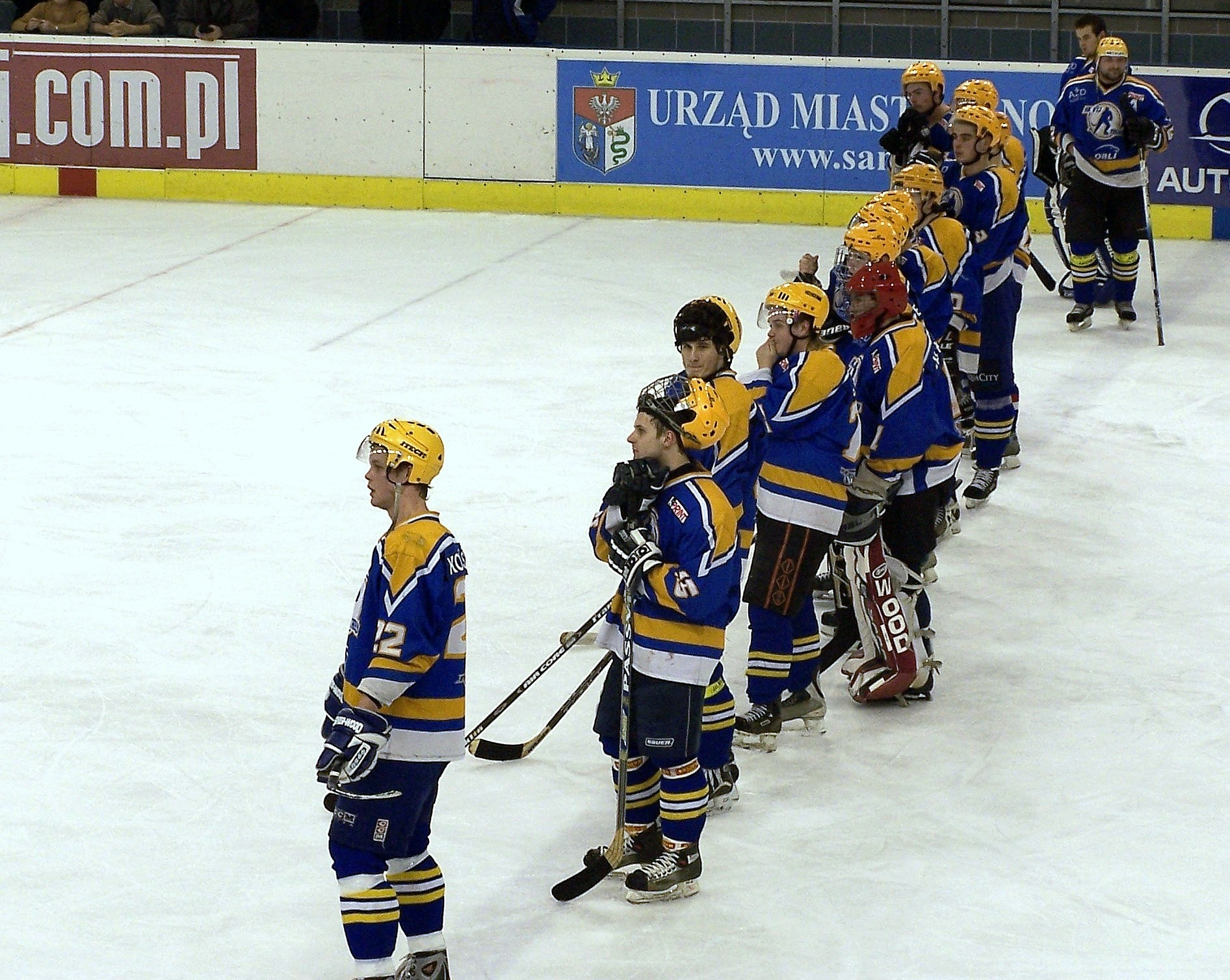
Zawodnicy drużyny podczas turnieju w Sanoku (Arena Sanok, 2006)

- HK VTJ Wagon Slovakia Trebišov (1995–2000)
- HK VTJ Trebišov (2000–2008)
- HK Trebišov (2008-2011)

## Sukcesy
- Mistrzostwo 2. ligi słowackiej (2 razy): 1997, 2000

## Zawodnicy i trenerzy
W klubie występowali m.in. Milan Staš, Tomáš Valečko, Július Hudáček. Najskuteczniejszym hokeistą w historii jest Igor Šalata.
Trenerem zespołu był Milan Staš i Miroslav Ihnačák.